# I Tyrens tegn
I Tyrens tegn er en dansk hardcore-pornofilm fra 1974, skrevet og instrueret af Werner Hedman.
Det var nummer to af de seks officielle sexkomedier i stjernetegn-filmserien.

## Medvirkende
- Preben Mahrt
- Sigrid Horne-Rasmussen
- Susanne Breuning
- Karl Stegger
- Bent Warburg
- Anne Bie Warburg
- Ole Søltoft
- Otto Brandenburg
- Lone Helmer
- Ole Monty
- William Kisum
- Kate Mundt
- Else Petersen
- Suzanne Bjerrehuus
- Vivi Rau
- Louise Frevert